# Spadochronowe Mistrzostwa Śląska 2009
Spadochronowe Mistrzostwa Śląska 2009 – odbyły się 30 maja 2009 na lotnisku Gliwice. Gospodarzem Mistrzostw był Aeroklub Gliwicki, a organizatorem Sekcja Spadochronowa Aeroklubu Gliwickiego. Patronat nad Mistrzostwami sprawował VII Oddział Związku Polskich Spadochroniarzy w Katowicach. Do dyspozycji skoczków był samolot An-2P SP-AOI. Skoki wykonywano z wysokości 1000 m i opóźnieniem 0–5 sekund. Spadochronowym Mistrzom Śląska 2009 nagrody wręczał i składał gratulacje Prezes VII Oddziału ZPS w Katowicach Marian Brytan.

## Rozegrane kategorie
Mistrzostwa rozegrano w trzech kategoriach celności lądowania:
- Indywidualnie spadochronów klasycznych, 4 skoki
- Indywidualnie spadochronów szybkich, 3 skoki
- Indywidualnie spadochronów szkolnych, 2 skoki
- Drużynowo spadochronów klasycznych.

## Kierownictwo Mistrzostw
- Sędzia Główny: Ryszard Koczorowski
- Kierownik Sportowy: Jan Isielenis.

Źródło:

## Medaliści
Medalistów Spadochronowych Mistrzostw Śląska 2009 podano za: Jan Isielenis, Archiwum Sekcji Spadochronowej Aeroklubu Gliwickiego, 2009. Brak numerów stron w książce
| Konkurencja                         | Złoto          | Srebro            | Brąz                 |
| Indywidualnie spadochrony klasyczne | Karol Koźbiel  | Józef Łuszczki    | Robert Krawczak      |
| Indywidualnie spadochrony szybkie   | Marcin Wilk    | Zbigniew Izbicki  | Tomasz Wojciechowski |
| Indywidualnie spadochrony szkolne   | Krzysztof Wilk | Michał Steuer     | Katarzyna Zielińska  |
| Drużynowo spadochrony klasyczne     | ZPS Mielec     | Aeroklub Gliwicki | –                    |

## Wyniki
Wyniki Spadochronowych Mistrzostw Śląska 2009 podano za: Jan Isielenis, Archiwum Sekcji Spadochronowej Aeroklubu Gliwickiego, 2009. Brak numerów stron w książce
W Mistrzostwach brało udział 25 zawodników  Polska.

### Klasyfikacja indywidualna (celność lądowania – spadochronyklasyczne)
| Miejsce | Imię i nazwisko       | Nota łączna | Drużyna           |
| 1.      | Karol Koźbiel         | 0,18 m      | ZPS Mielec        |
| 2.      | Józef Łuszczki        | 0,21 m      | ZPS Mielec        |
| 3.      | Robert Krawczak       | 0,27 m      | Aeroklub Gliwicki |
| 4.      | Irena Paczek–Krawczak | 0,32 m      | ZPS Mielec        |
| 5.      | Jan Isielenis         | 0,63 m      | Aeroklub Gliwicki |
| 6.      | Danuta Polewska       | 2,38 m      | Aeroklub Gliwicki |

### Klasyfikacja indywidualna (celność lądowania – spadochronyszybkie)
| Miejsce | Imię i nazwisko      | Nota łączna | Drużyna           |
| 1.      | Marcin Wilk          | 2,00 m      | Aeroklub Gliwicki |
| 2.      | Zbigniew Izbicki     | 15,60 m     | Aeroklub Gliwicki |
| 3.      | Tomasz Wojciechowski | 31,00 m     | Aeroklub Gliwicki |
| 4.      | Bartłomiej Ryś       | 66,00 m     | Aeroklub Gliwicki |
| 5.      | Szymon Szpitalny     | 70,00 m     | Aeroklub Gliwicki |
| 6.      | Piotr Kowal          | 77,00 m     | Aeroklub Gliwicki |
| 7.      | Bartosz Cisek        | 105,00 m    | Aeroklub Gliwicki |

### Klasyfikacja indywidualna (celność lądowania – spadochronyszkolne)
| Miejsce | Imię i nazwisko     | Nota łączna | Drużyna           |
| 1.      | Krzysztof Wilk      | 12,00 m     | Aeroklub Gliwicki |
| 2.      | Michał Steuer       | 30,00 m     | Aeroklub Gliwicki |
| 3.      | Katarzyna Zielińska | 53,00 m     | Aeroklub Gliwicki |
| 4.      | Jarosław Olszówka   | 65,00 m     | Aeroklub Gliwicki |
| 5.      | Agnieszka Wajda     | 65,00 m     | Aeroklub Gliwicki |
| 6.      | Paweł Merta         | 68,00 m     | Aeroklub Gliwicki |
| 7.      | Paweł Głuch         | 70,00 m     | Aeroklub Gliwicki |
| 8.      | Dominik Grajner     | 92,00 m     | Aeroklub Gliwicki |
| 9.      | Janusz Wienckol     | 120,00 m    | Aeroklub Gliwicki |
| 10.     | Jerzy Mikucki       | 125,00 m    | Aeroklub Gliwicki |
| 11.     | Krzysztof Razik     | 170,00 m    | Aeroklub Gliwicki |
| 12.     | Bartłomiej Krawiec  | 178,00 m    | Aeroklub Gliwicki |

### Klasyfikacja drużynowa (celność lądowania – spadochronyklasyczne)
| Miejsce | Drużyna           | Zawodnicy             | Wynik drużyny |
| ------- | ----------------- | --------------------- | ------------- |
| 1.      | ZPS Mielec        | Karol Koźbiel         | 0,71 m        |
| 1.      | ZPS Mielec        | Józef Łuszczki        | 0,71 m        |
| 1.      | ZPS Mielec        | Irena Paczek–Krawczak | 0,71 m        |
| 2.      | Aeroklub Gliwicki | Robert Krawczak       | 3,28 m        |
| 2.      | Aeroklub Gliwicki | Jan Isielenis         | 3,28 m        |
| 2.      | Aeroklub Gliwicki | Danuta Polewska       | 3,28 m        |